# Sara Neyrinck
Sara Neyrinck (13 maart 2005) is een Belgisch gymnaste, actief in het tumbling.

## Levensloop
Neyrinck is afkomstig uit Erembodegem en aangesloten bij de Koninklijke Turnkring Aalst.
Op het Europees kampioenschap van 2021 te Sotsji werd ze vijfde. Op het teamevent van het tumbling op het EK van 2024 te Guimarães behaalde ze brons.  De Belgische equipe bestond er voorts uit Tachina Peeters, Evi Milh en Louise Van Regenmortel.